# Уллевол
«Уллевол» (норв. Ullevaal Stadion, также норв. Ullevål stadion) — футбольный стадион в Осло, Норвегия. Является домашней ареной сборной Норвегии по футболу; в прошлом здесь также выступали клубы «Люн» (1926—2009) и «Волеренга» (1999—2017). Вместимость «Уллевола» после всех реконструкций составляет 27 182 человека, и по этому показателю это самый большой футбольный стадион в Норвегии. На «Уллеволе» дважды (в 1987 и в 1997 годах) проходили финалы женского чемпионата Европы, а в 2026 году на стадионе пройдёт финал Лиги чемпионов УЕФА среди женщин.
Стадион «Уллевол» был открыт 26 сентября 1926 года кронпринцем Улафом, будущим королём Норвегии, и первоначально являлся домашней ареной «Люна» и местом проведения соревнований по лёгкой атлетике. Вскоре на стадионе свои матчи стала проводить сборная Норвегии. Рекордная посещаемость стадиона — 37 096 зрителей — была зафиксирована в 1949 году на матче между сборными Норвегии и Дании. В 1955 году баптист Билли Грэм провёл на «Уллеволе» проповедь, которая собрала 40 тысяч зрителей. После реконструкции стадиона в 1980-х годах между «Люном» и Норвежской футбольной ассоциацией разгорелся спор, по итогам которого ассоциация получила большую часть акций «Уллевола». В 1999 году на стадион переехала «Волеренга». В 2000-х годах были предложены планы кардинальной реконструкции «Уллевола», которые, однако, ни к чему не привели. В 2009 году «Люн» покинул стадион из-за слишком высокой арендной платы. После строительства «Интилити Арены» в 2017 году «Волеренга» также прекратила играть на «Уллеволе».
Ныне стадион полностью принадлежит Норвежской футбольной ассоциации, там же располагается её офис. Кроме того, на «Уллеволе» и рядом с ним находятся офисы многих других спортивных федераций Норвегии, поле для игры в хоккей с мячом, а также коммерческая недвижимость, включая конференц-центр, гостиницу и торговый центр. Стадион находится рядом со станцией «Уллевол стадион» метрополитена Осло и автомагистралью Кольцо 3.

## История

### Строительство и первые годы
Первые предложения о строительстве стадиона в Уллеволе были выдвинуты учередителями «Люна» в 1917 году, но только в 1924 году была назначена комиссия для изучения этого вопроса. Клуб также рассматривал возможность строительства стадиона в Хольменколлене, Хоффе, Тосене, Фрогнере, Берге или Мариенлисте. «Люн» заключил соглашение с трамвайным оператором Акешбанене о покупке земли, которую они приобрели в рамках строительства линии Согнванн. Муниципалитет Акер согласился приобрести 30 % и частично оплатить подъездные пути и коммунальные услуги. Все спортивные клубы Акера получили право приобрести до 10 % акций стадиона, а остальную часть акций должен был купить «Люн». Любые расходы, превышающие капитал, должны были оплачиваться за счёт кредитов и пожертвований. В то же время «Люн» приобрёл землю для строительства тренировочного поля, принадлежавшего только клубу; оно оценивалось в 20 тысяч норвежских крон. Оба плана были одобрены на ежегодном собрании клуба 23 мая 1924 года.

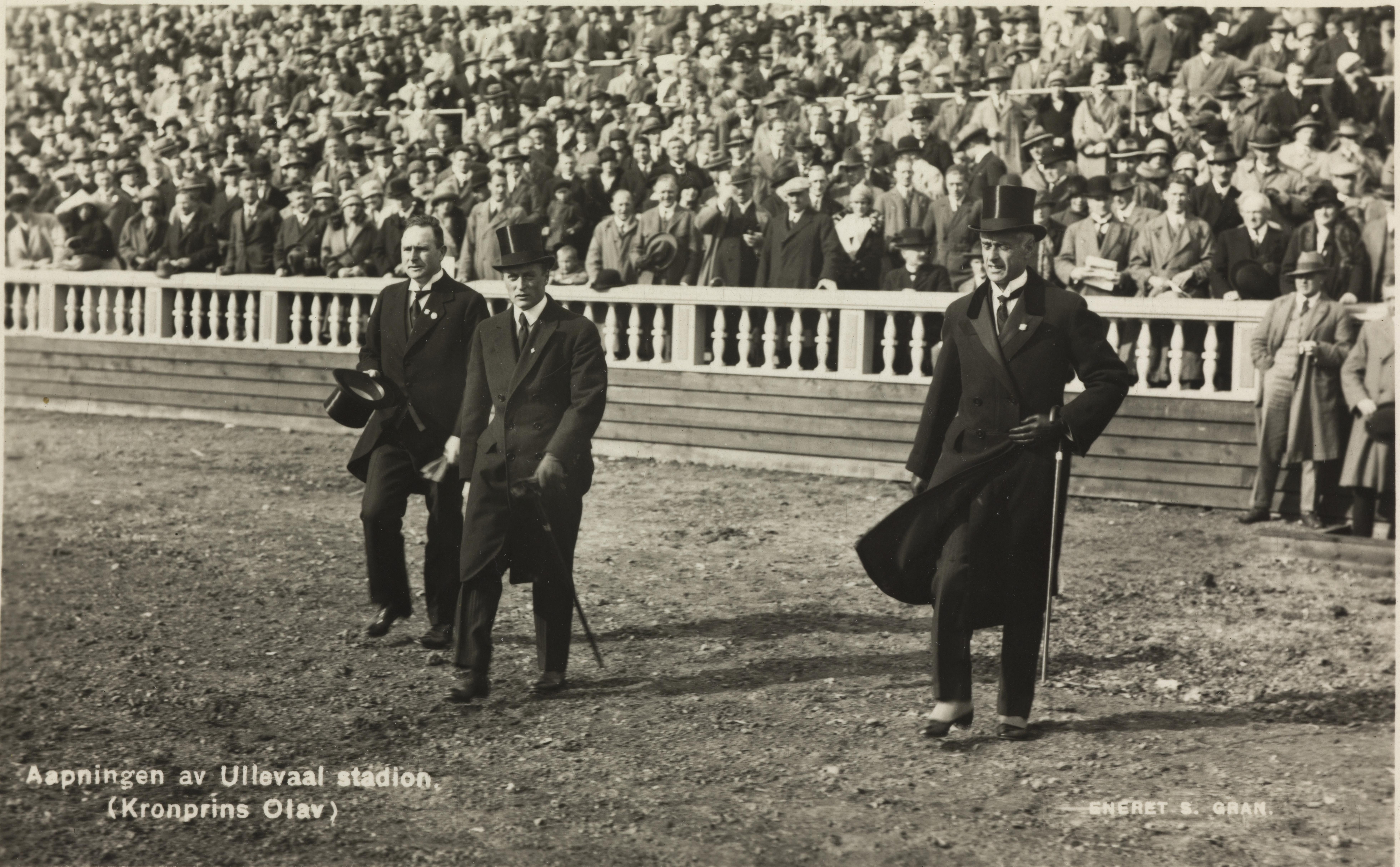
Кронпринц Улаф, будущий король Норвегии, открывает стадион

Акционерное общество «A/S Ullevaal Stadion» было основано 27 января 1925 года с уставным капиталом в 100 тысяч норвежских крон: 70,9 % компании принадлежало «Люну», 24 % — муниципалитету Акер, по 5,1 % — клубам «Уллевол», «Тосен», «Нидален» и «Хеминг». Стадион был построен с беговой дорожкой, что позволило использовать его также для занятий легкой атлетикой. «Уллевол» на момент открытия вмещал около 35 тысяч зрителей. Стоимость стадиона составила 416 тысяч норвежских крон. Торжественное открытие было осуществлено 26 сентября 1926 года кронпринцем Улафом, будущим королём Норвегии Улафом V. После этого состоялся товарищеский матч между «Люном» и шведским «Эргрюте», в котором хозяева поля победили со счётом 5:1. Билеты на матч открытия стоили 3 кроны на сидячие места, 2 кроны на стоячие места и 1 крону на крайние трибуны. На «Уллеволе» проводились домашние игры «Люна», а также соревнования по лёгкой атлетике. 17 октября 1926 года состоялся первый для стадиона финал Кубка Норвегии по футболу, в котором «Одд» выиграл у «Эрна» со счётом 3:0. 29 мая 1927 года на «Уллеволе» свой первый домашний матч провела сборная Норвегии — матч против сборной Дании, завершившийся со счётом 0:1, был приурочен к 25-летию Норвежской футбольной ассоциации. Открытие линии Согнванн в 1934 году дало возможность добраться до стадиона с помощью метрополитена Осло. В 1938 году была открыта Восточная трибуна (норв. Klokkesvingen).

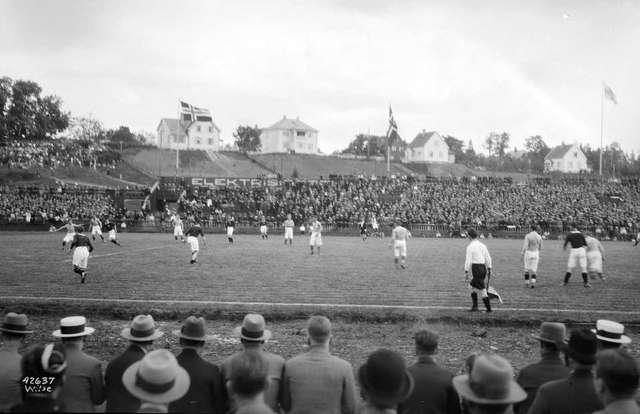
Стадион в 1935 году

В 1930-х годах Норвежская футбольная ассоциация выкупила часть акций «Уллевола», принадлежавших муниципалитету, а в 1945 году — часть акций, принадлежавших «Люну». До 1939 года место проведения финалов Кубка Норвегии определялось на футбольном съезде предыдущего года, поэтому лишь в 1926, 1933 и 1935 годах финал состоялся на «Уллеволе». С 1948 года финал Кубка неизменно проводится на этом стадионе. По некоторым сведениям, в 1946 году во время матча между «Сарпсборгом» и «Люном» на стадионе и вокруг него находилось около 70 тысяч человек. Во время подготовки к Зимним Олимпийским играм в Осло в 1952 году стадион считался одним из вариантов для проведения соревнований по фигурному катанию, потому что «Уллевол» имел значительно большую вместимость, чем «Бислетт». Тем не менее комитет по строительству выбрал «Бислетт», поскольку проведение соревнований по фигурному катанию на «Уллеволе» потребовало бы значительную перестройку стадиона. 11 сентября 1949 года на стадионе был установлен рекорд по количеству зрителей, когда Норвегия проиграла Дании со счётом 0:2 перед 37 096 зрителями. В первые десятилетия на стадионе проводились также боксёрские соревнования, а в 1955 году баптист Билли Грэм собрал на проповеди 40 тысяч зрителей. В 1958 году во время чемпионата Норвегии по лыжным гонкам лыжники начинали и финишировали на «Уллеволе».

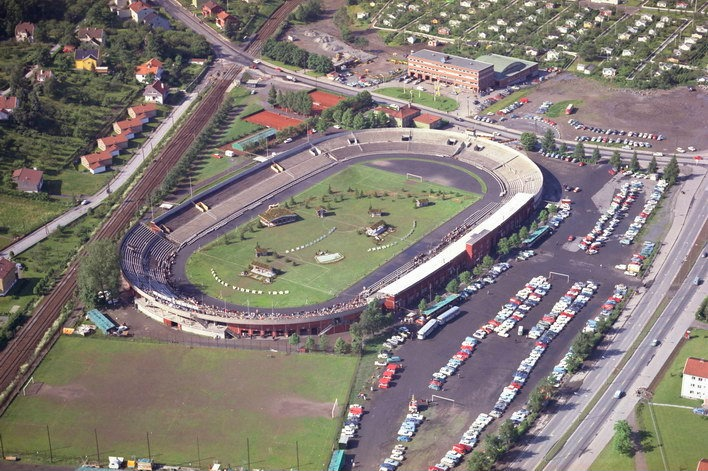
«Уллевол» в 1965 году

В 1960 году Норвежская футбольная ассоциация выкупила у «Люна» больше акций стадиона и стала мажоритарным акционером с 50,7 %, в то время как клуб сохранил за собой 44,2 % акций. Причина выкупа акций у «Люна» заключалась в том, что планируемое расширение «Уллевола» не могло получить государственные гранты, если бы им владел «Люн», но государство было готово выделить средства, если стадион будет контролироваться Норвежской футбольной ассоциацией. В 1967 году была открыта Южная трибуна, а в следующем году ассоциация переехала в офисные помещения, расположенные на стадионе. Первый финал Кубка Норвегии среди женщин прошёл в 1978 году на «Уллеволе», однако в последующие годы, вплоть до 1995-го, финалы проводились на других аренах. С 1995 по 2005 год финал Кубка среди женщин вновь проводился на «Уллеволе»; затем, в 2006—2012 годах, финалы женского Кубка Норвегии игрались на других стадионах, но с 2013 года они снова стали проводиться на «Уллеволе».

### Реконструкция. Возведение двухъярусных трибун
В начале 1980-х годов «A/S Ullevaal Stadion» представила планы по реконструкции стадиона: «Уллевол» должен был вмещать 40 тысяч зрителей, для которых предполагалось обеспечить 25 тысяч сидячих мест и 15 тысяч стоячих мест. В 1984 году было установлено новое поле. Первым этапом реконструкции стала новая одноярусная Западная трибуна (архитектор — Лилль Мейних), рассчитанная на 8800 зрителей, из которых 3800 могли разместиться под крышей. Затраты оценивались в 56 миллионов норвежских крон. Расходы были покрыты компанией «Sogn Næringsbygg», которая построила трибуны, а затем получила бесплатно 12 000 квадратных метров земли для строительства коммерческой недвижимости. Из-за высоты новая трибуна вызвала протесты местных жителей, считавших, что шестиэтажное строение разрушит идиллию места. Строительство трибуны было завершено в 1985 году. 14 июня 1987 года на «Уллеволе» состоялся финал европейского конкурса по футболу среди женщин, в котором Норвегия обыграла Швецию со счётом 2:1 на глазах у 8408 зрителей.
Далее были представлены планы по строительству новой двухъярусной трибуны на севере и востоке стадиона. Общая вместимость новых южной и северо-восточной трибун должна была составить 24 500 сидячих мест. В то же время на Западной трибуне должно было быть 5500 стоячих мест. Однако в 1989 году планы были изменены, так как ФИФА ввела новые правила, согласно которым с 1992 года для проведения официальных международных матчей стадионы должны были быть полностью сидячими. В связи с этим было решено, что «Уллевол» станет полностью сидячим. Реконструкция стадиона включала новый газон с подогревом почвы, роскошные ложи, VIP-места, секцию для королевской семьи, новые раздевалки и 5 тысяч квадратных метров под ресторан и конференц-центр. В ходе модернизации была демонтирована беговая дорожка, в результате чего «Уллевол» стал полностью футбольным стадионом.

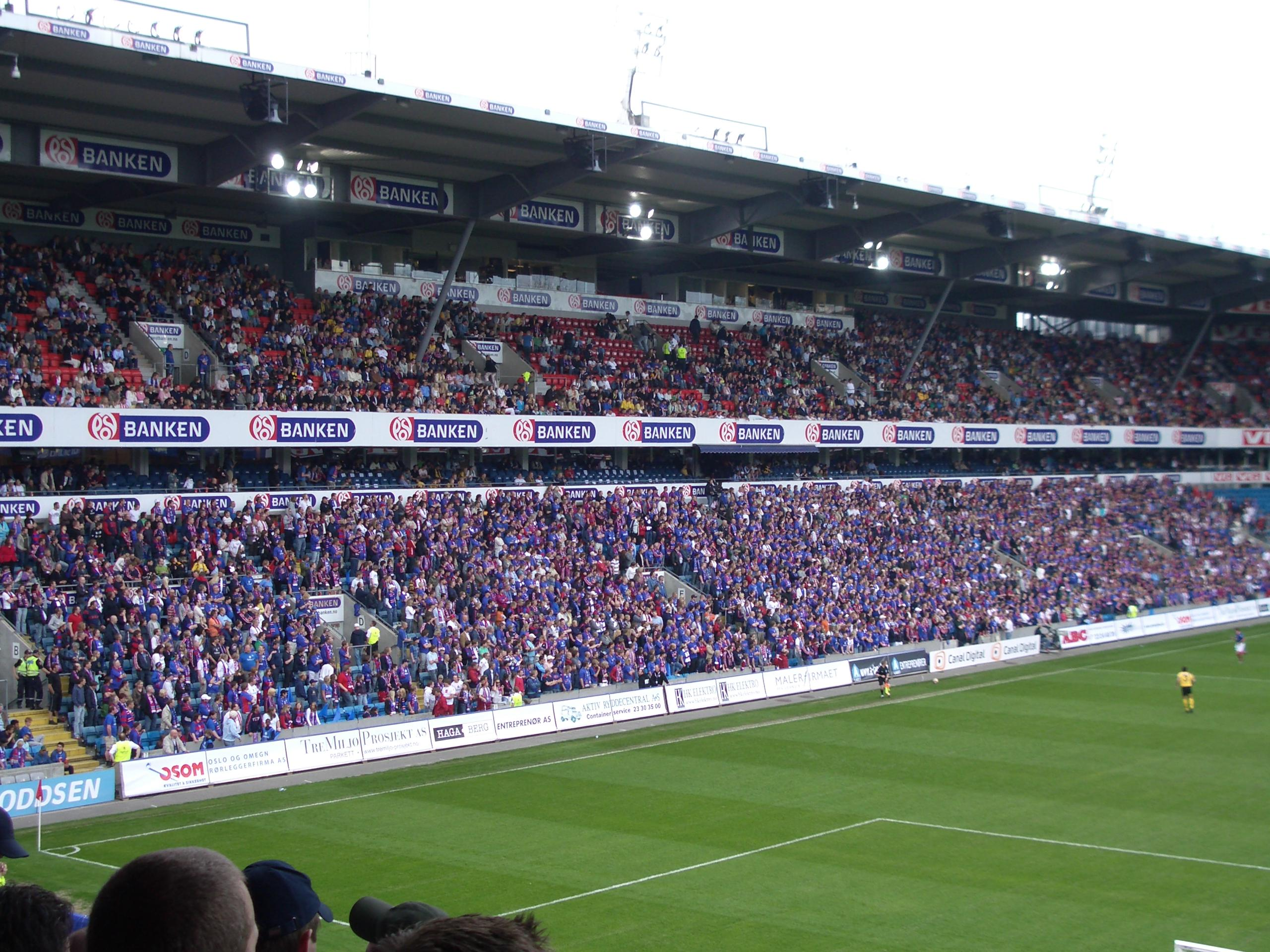
Фанаты «Волеренги» на Северной трибуне, открытой в 1990 году

Строительство двух трибун началось после финала Кубка Норвегии в ноябре 1989 года со сноса Северной трибуны 1926 года и Восточной трибуны 1938 года. После завершения строительства «Люн» провёл свой первый домашний матч на «Уллеволе» 13 сентября 1990 года, проведя большую часть сезона во Втором дивизионе на стадионе «Волдслёкка». Строительство включало 32 тысячи квадратных метров коммерческой недвижимости под трибунами. Общие инвестиционные затраты на строительство новых трибун и коммерческих площадей составили 350 миллионов норвежских крон, из которых 100 миллионов пришлись на трибуны. Планы по строительству подземного сквош-корта стоимостью 40 миллионов норвежских крон были отклонены.

### Спор Норвежской футбольной ассоциации и «Люна»
В 1993 году «Люн» испытывал большие финансовые трудности после того, как по итогам сезона 1990 года повысился в Типпелигу. Чтобы не обанкротиться, в январе 1993 года за 4,4 миллиона норвежских крон «Люн» продал Норвежской футбольной ассоциации 44 % акций стадиона, которые считались «фамильным серебром» клуба, так как в своё время учередители «Люна» подарили клубу эту долю «Уллевола». В то же время ассоциация выкупила 5,1 % акций, принадлежавших другим клубам, став единоличным владельцем стадиона. В октябре была основана компания «Lyn Fotball AS», которая должна была взять на себя управление клубом. В то же время «Люн» объявил, что планирует выкупить часть акций «Уллевола», принадлежавших им, с помощью кредита.
В ноябре «Люн» заявил, что хочет приобрести акции «Уллевола» у Норвежской футбольной ассоциации. Та, в свою очередь, запросила за акции стадиона 10 миллионов норвежских крон. Норвежская футбольная ассоциация подняла вопрос о том, действительно ли «Люн» или вновь созданная компания собираются купить акции. Ассоциация заявила, что она против того, чтобы кто-либо, кроме ассоциации и клубов, владел национальным стадионом, и что она против частных инвесторов. Норвежская футбольная ассоциация надеялась использовать деньги, полученные от недавних успехов национальной команды, в том числе от участия в чемпионате мира 1994 года, чтобы позволить компании, владеющей стадионом, взимать высокую арендную плату за проведение международных матчей и финалов Кубка Норвегии и тем самым быстро ликвидировать задолженность стадиона. Норвежская футбольная ассоциация посчитала несправедливым то, что на практике она субсидирует «Люн», не повышая арендную плату для него. Это факт, по мнению ассоциации, должен быть отражён в стоимости акций. В марте 1994 года клуб подал в суд на Норвежскую футбольную ассоциацию для получения права выкупить акции за 4,4 миллиона норвежских крон вместе с процентами.
В мае 1994 года было объявлено, что дело будет рассматриваться не в суде, а в трибунале Норвежской футбольной ассоциации с возможностью подачи апелляции в трибунал Олимпийского комитета Норвегии. Это было сделано из-за того, что правила ФИФА запрещают клубу подавать иск против своей же ассоциации. В январе 1995 года арбитражный суд удовлетворил запрос «Люна» о праве выкупить акции за 4,4 миллиона норвежских крон вместе с процентами. Но в феврале стало ясно, что клуб не сможет выкупить акции стадиона из-за долгов. В декабре 1995 года, за три месяца до истечения срока действия опциона на покупку, клуб выкупил назад свою долю акций. Это решение было оспорено, потому что Норвежская футбольная ассоциация заподозрила, что настоящими покупателями был не «Люн», а инвесторы. Независимый арбитражный комитет ассоциации вынес решение в пользу «Люна», что позволило окончательно вернуть 44 % акций «Уллевола» клубу. В феврале 1996 года «Люн» и Норвежская футбольная ассоциация договорились о том, что клуб продаст принадлежащие ему акции «Уллевола» ассоциации примерно за 5—6 миллионов норвежских крон, а взамен Норвежская футбольная ассоциация поможет построить «Люну» новый тренировочный центр в Крингшё. Обе стороны заявили, что, с учётом планов по расширению и новых инвестиций в стадион, отсутствие у «Люна» финансовой стабильности станет препятствием для финансирования планов по расширению «Уллевола»; продажа акций позволит клубу сосредоточиться на выступлении в чемпионатах Норвегии. 25 марта 1996 года клуб и ассоциация заявили, что сделка была расторгнута Норвежской футбольной ассоциацией из-за протеста со стороны других клубов Норвегии, посчитавших, что эта сделка является слишком выгодной для «Люна».

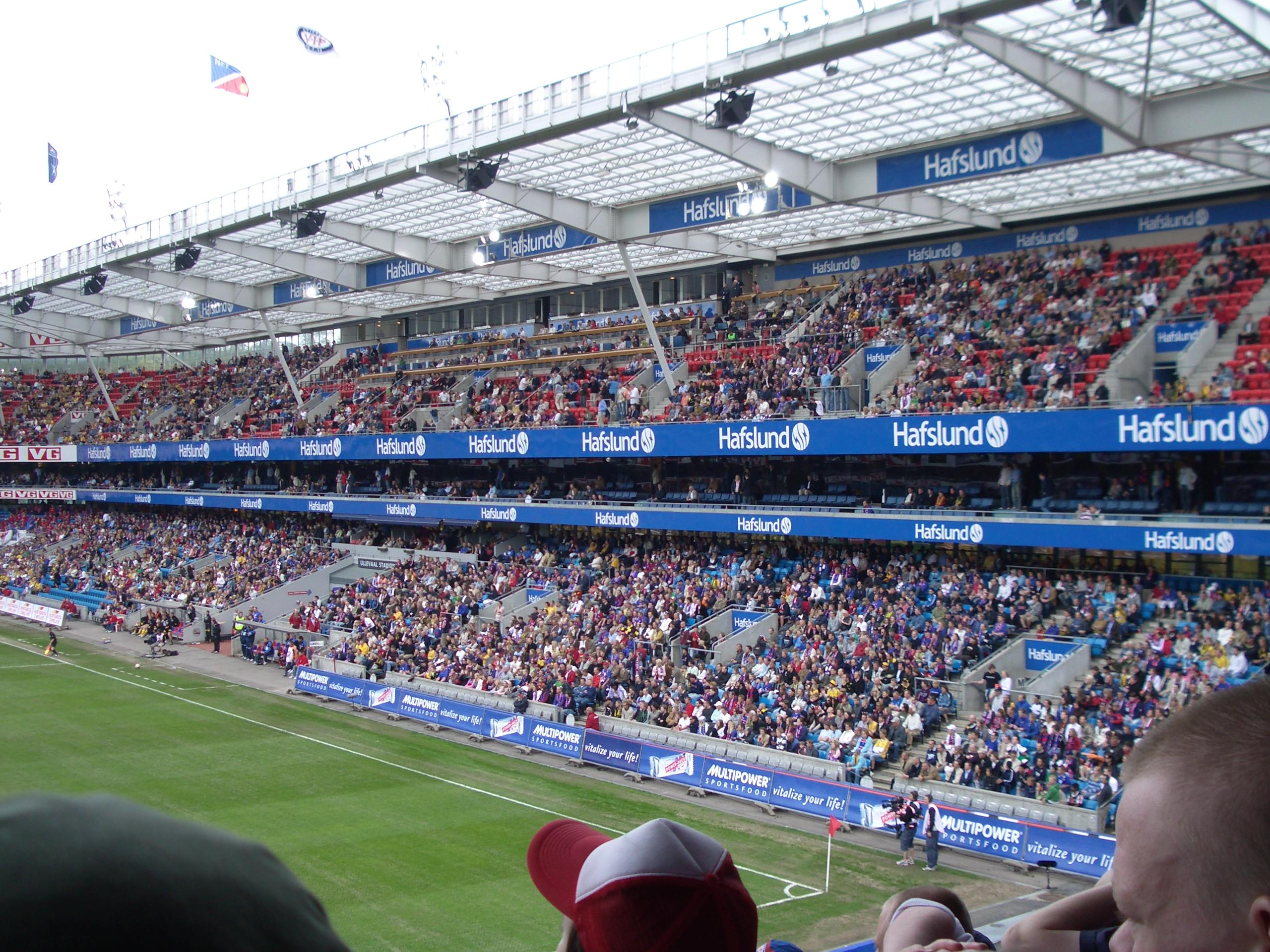
Южная трибуна

В 1996 году на стадионе проходили соревнования по лыжным гонкам, за которыми наблюдали 5500 зрителей. 12 июля 1997 года на «Уллеволе» состоялся финал чемпионата Европы по женскому футболу, в котором Германия обыграла Италию со счётом 2:0 на глазах у 2221 зрителей. В 1997 году Норвежская футбольная ассоциация и «Люн» договорились о реконструкции и расширении стадиона. Планы предусматривали строительство новых трибун, которые увеличили бы вместимость до 30 000 зрителей. Размер поля уменьшался на 350 квадратных метров, со 107 на 70 до 105 на 68 метров, чтобы сделать стадион более вместительным. Газон планировалось опустить на 130 сантиметров, что позволило бы установить ещё два ряда кресел. Планировалось снести Южную трибуну и построить новую двухъярусную трибуну в том же стиле, как Северная и Восточная трибуны. Таким образом, три трибуны должны были стать двухъярусными, в то время как Западная трибуна продолжала оставаться одноярусной. Южная трибуна получила 30 VIP-лож и помещения для прессы на 192 человека. Проект предусматривал снос четырёх осветительных мачт и установку светильников по периметру крыши. Стоимость всего проекта оценивалась в 300 миллионов норвежских крон. Проект также включал 44 000 квадратных метров коммерческой недвижимости, которая должна была располагаться за Южной трибуной. Поскольку государственные гранты в размере около 90 миллионов норвежских крон могли быть предоставлены только некоммерческим организациям, имущественный комплекс стадиона был структурно разделён. Трибуны и другие основные части стадиона остались в собственности «A/S Ullevaal Stadion», а для владения коммерческими площадями была создана отдельная компания. Норвежская футбольная ассоциация хотела, чтобы прибыль от коммерческой компании шла компании стадиона для оплаты операционных расходов, в то время как «Люн» хотел, чтобы прибыль выплачивалась в качестве дивидендов её владельцам, чтобы клуб мог выплачивать проценты по долгам.
Строительство началось в январе 1998 года, после поражения «Люна» в судебном деле по поводу структуры дивидендов. Норвежский олимпийский комитет вместе с федерациями более мелких видов спорта переехали на «Уллевол», где расположились на южной стороне стадиона. Был создан Норвежский музей футбола, который получил 250 квадратных метров в Южной трибуне. После реконструкции стадион стал вмещать 25 572 человека. Во время строительства в 1998 году «Люн» и национальная сборная проводили свои игры на стадионе «Бислетт» — домашнем стадионе «Волеренги». Перед сезоном 1999 года, когда «Люн» должен был играть в Первом дивизионе, клуб подал заявку в муниципалитет на проведение всех своих матчей на «Бислетте», чтобы сократить расходы на аренду «Уллевола». Однако муниципалитет, которому принадлежал «Бислетт», отклонил это предложение, поскольку стадион был слишком занят и не мог проводить матчи «Люна».

### «Уллевол» в начале XXI века
В конце 1998 года «Волеренга» рассматривала возможность переноса своих матчей на стадион «Уллевол» с 1999 года. Несмотря на своё заявление, что предложение от «A/S Ullevaal Stadion» экономически было более выгодным, команда осталась тогда играть на стадионе «Бислетт», чтобы иметь больше влияния на разработку проекта его реконструкции. Другая команда из Осло, «Шейд», заявила, что они также рассматривали возможность играть на «Уллеволе», но хотели бы сохранить домашнюю атмосферу на стадионе «Волдслёкка». Однако «Волеренга» была вынуждена перенести некоторые матчи в 1999 году на Уллевол из-за обветшания стадиона «Бислетт». Перед началом 2000 года «Волеренга» подписала трёхлетний договор аренды со стадионом, сделав главный футбольный стадион страны своей домашней ареной. В 2000 году компания «Ullevaal Stadion AS» купила Западную трибуну, включая коммерческие площади.
В марте 2001 года Норвежская футбольная ассоциация предоставила «Люну» кредит на сумму 12,5 млн норвежских крон с условием, что если он не будет возвращён в течение трёх лет, стадион будет полностью принадлежать ассоциации. Это позволило клубу выплатить своей инвестиционной компании долг по кредиту, который вырос до этой суммы за пять лет. В качестве обеспечения по кредиту были взяты в залог 44 % акций «Уллевола». В апреле выяснилось, что «Люн» предоставил ложную информацию о сделке 1994 года. Клуб взял заём у «Lyn Fotball AS», который впоследствии другие руководители клуба охарактеризовали как «рейдерский захват» — попытку инвесторов Тома Бергесена (наследника судоходной империи) и Оге Оксхолма (являвшегося одновременно и председателем совета директоров «Люна», и бенефициаром «Lyn Fotball AS», и крупнейшим акционером инвестиционной компании) завладеть 44 % акций «Уллевола». Заём на сумму 4,5 миллионов крон имел «заоблачную» процентную ставку и запрещал рефинансирование без штрафа; он давал инвесторам право преимущественного выкупа акций, право расторнуть займ в короткие сроки и потребовать его досрочного погашения, а в случае неспособности выплатить долг, инвесторы могли бы взыскать акции стадиона как залог. Победа в арбитражном комитете была достигнута за счёт введения в заблуждение и Норвежской футбольной ассоциации, и арбитражного комитета. К несчастью для инвесторов, «Люн» летом 2000 года расторг кабальный кредитный договор, а в следующем — выплатил весь долг с процентами при помощи мартовского кредита от ассоциации. 4 июля 2002 года «Люн» и Норвежская футбольная ассоциация заявили, что ассоциация проведёт частное размещение акций «Ullevaal Stadion AS» на сумму 27 миллионов норвежских крон, что позволило закрыть долги акционерного общества, которые по итогам аудита в начале 2002 года как раз равнялись этой сумме. В обмен на это доля акций «Люна» в стадионе была снижена с 44 % примерно до 15 %.
В 1998 году компания «Vital Forsikring» купила недвижимость, расположенную между восточной частью стадиона, Кольцом 3 и линией Согнванн. Площадь участка составляла 30 000 квадратных метров, включая коммерческую недвижимость под трибунами. Новый план зонирования был отклонён муниципалитетом в 2000 году, но в 2005 году планы были утверждены. В 2008 году компания начала строительство гостиницы и дополнительных коммерческих помещений на этом участке. Гостиница на 144 номера управляется компанией «Thon Hotels»; другие инвестиции включали конгресс-холл на 800 человек и реконструкцию спортивного комплекса «Бергбанен». Общая площадь составила 24 тысяч квадратных метров, включая 1,5 тысячи квадратных метров для конгресс-центра, 5 тысяч квадратных метров для четырёхэтажной гостиницы и расширение торгового центра на 6300 квадратных метров. Таким образом, площадь торгового центра стала равна 53 тысячам квадратных метров. Инвестиции в инфраструктуру обошлись в 550 миллионов норвежских крон. Завершение всех планов по строительству было запланировано на 2009 год. Проект также включал поле для игры в бенди «Бергбанен» и новое здание для клуба «Уллевол». Право собственности на площадку для хоккея с мячом было передано муниципалитету. В 2002 году норвежская музыкальная группа a-ha записала на стадионе «Уллевол» клип к песне Did Anyone Approach You? с альбома Lifelines.

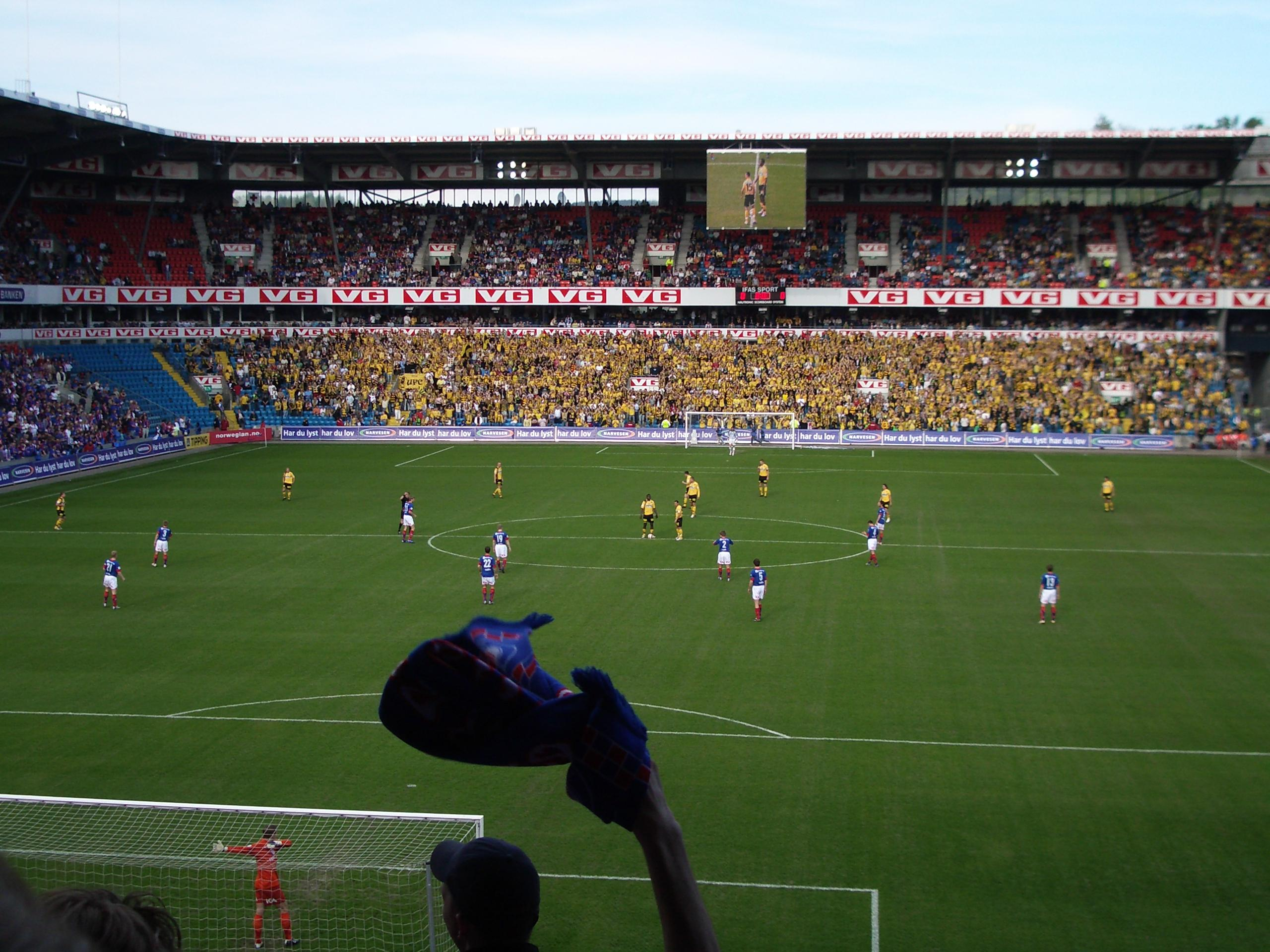
Стадион в декабре 2006 года

В 2005 году Норвежская футбольная ассоциация опубликовала планы по реконструкции «Уллевола», включая укладку искусственного газона, установку выдвижной крыши и перестройку Западной трибуны для увеличения общей вместимости до 30 500 зрителей. Сочетание этих трёх факторов позволило бы превратить стадион в многоцелевую арену, позволяющую проводить больше футбольных матчей, предоставить командам больше времени для тренировок, а также освободить место для спонсорских мероприятий. Также появилась бы возможность проводить большее количество концертов и, возможно, с искусственным газоном стадион смог бы проводить соревнования не только по футболу. Ими могли быть этапы Кубка мира по биатлону и спринтерские лыжные гонки. Реализация этих планов должна была начаться не раньше 2007 или 2008 года.
Чтобы упростить привлечение топовых сборных на товарищеские матчи, руководство «Уллевола» рассматривало возможность координации работ по укладке искусственного газона со стадионами «Паркен» в Копенгагене и «Росунда» в Стокгольме — домашними аренами сборных Дании и Швеции соответственно. Планы по укладке искусственного газона были отвергнуты как «Люном», так и «Волеренгой», которые пригрозили переехать на другие стадионы, если на «Уллеволе» будет сделан искусственный газон. Эксперты отмечали, что среди возрастных футболистов есть противники искусственного газона, однако долгие норвежские зимы приводят к тому, что к началу сезона натуральные поля находятся в крайне плохом состоянии. Также они заявляли, что молодые норвежские футболисты привыкли к искусственному газону, но в будущем им понадобятся более качественные поля, чтобы футболисты могли играть в более «изящный» футбол. В 2010 году семь из шестнадцати стадионов норвежского чемпионата использовали искусственное покрытие; эксперты утверждали, что если «Уллевол» перейдёт на такое покрытие, это может стать переломным моментом, побудив и другие клубы последовать его примеру.
В то же время, 23 октября 2005 года, во время матча чемпионата Норвегии «Волеренга» — «Русенборг» был установлен рекорд посещаемости стадиона в лиге: на этом матче присутствовало 24 894 человека. 23 марта 2007 года Норвежская футбольная ассоциация купила оставшиеся 13,07 % акций стадиона, обеспечив ассоциации полный контроль над национальным стадионом. За сделку «Люну» было заплачено 32,5 миллиона норвежских крон. В 2008 году Норвежская футбольная ассоциация обнародовала планы строительства нового национального футбольного стадиона. Новая арена была вдохновлена «Сведбанк Арена» в Стокгольме и вмещала бы 52 000 зрителей. Этот план был частью совместной шведско-норвежской заявки на участие в чемпионате Европы по футболу 2016 года. Чтобы профинансировать новый стадион, Норвежской футбольной ассоциации пришлось бы продать «Уллевол». Ассоциация считала, что расширение стадиона за пределы 31 000 зрителей будет слишком дорогим и что транспортная инфраструктура «Уллевола» недостаточно надёжна, чтобы справиться с такими большими потоками людей. Однако в 2009 году заявка Норвегии и Швеции была отозвана из-за отсутствия поддержки со стороны правительства.

### Наши дни

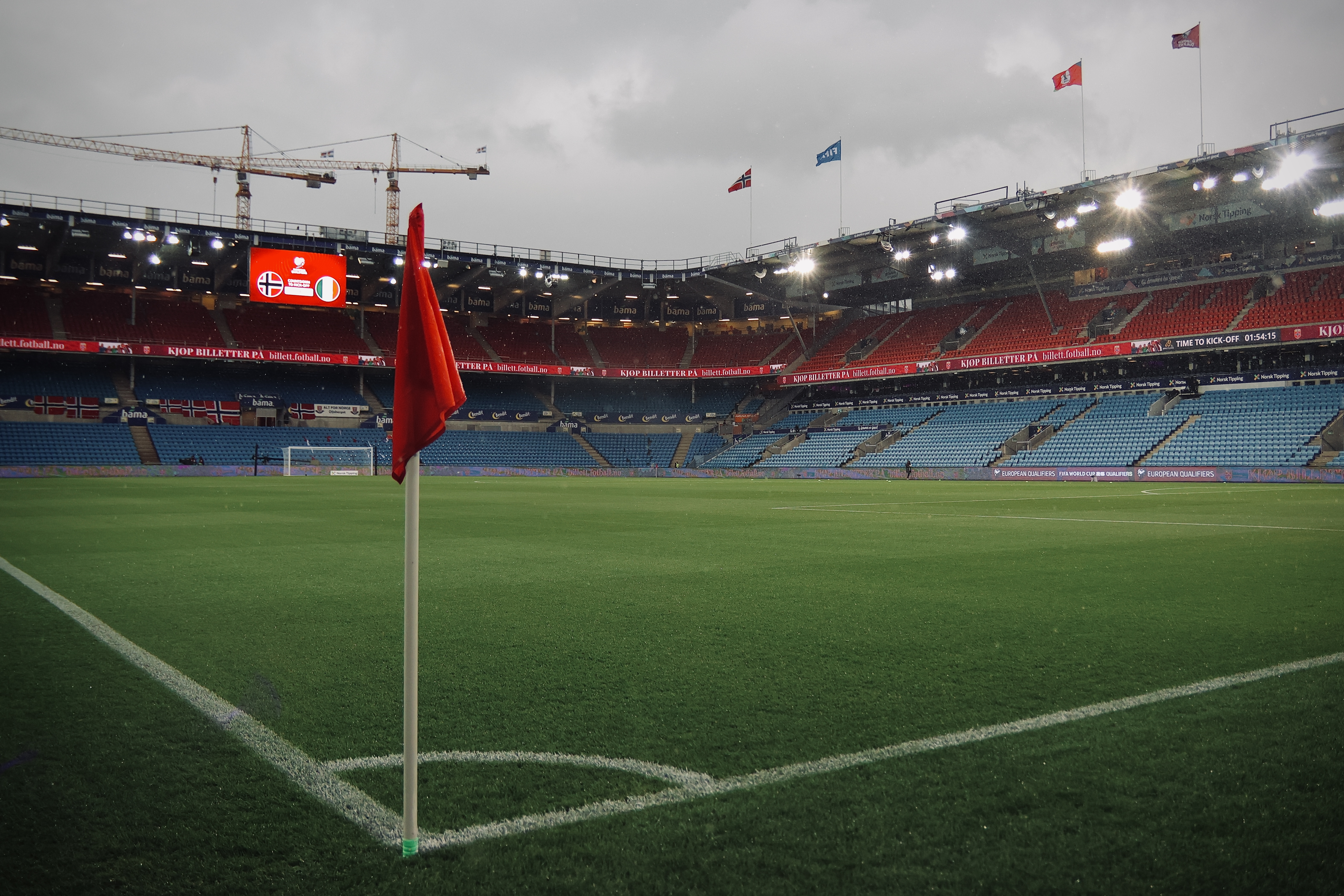
Стадион в июне 2025 года

После вылета «Люна» из чемпионата Норвегии 2009 года клуб решил перенести свои домашние матчи из «Уллевола» на «Бислетт». Это было сделано для того, чтобы избежать высоких расходов на аренду стадиона: каждая игра на «Уллеволе» обходилась «Люну» в 150 тысяч норвежских крон за матч; примерно такие же деньги клуб тратил бы за весь сезон в «Бислетте». Свой последний матч на «Уллеволе» «Люн» сыграл 3 ноября 2009 года против «Фредрикстада», проиграв со счётом 0:5. В 2009 году в рамках чемпионата Норвегии «Волеренга» имела четвёртое место по средней посещаемости — 10 788 человек, а «Люн» — самое низкое, 4187 человек. Наименее посещаемая игра «Люна» привлекла 2092 человека. Во время проведения Евровидения-2010, проходившего в апреле-мае 2010 года на «Теленор Арена», «Стабек» сыграл три матча на стадионе «Уллевол». По результатам опроса, проведённого в 2012 году Норвежской ассоциацией игроков среди капитанов команд, игравших на выезде, «Уллевол» был признан лучшим стадионом лиги, получив оценку 4,47 по пятибалльной шкале.
В течение 2013 и 2014 годов «Уллевол» получил своё последнее расширение на сегодняшний день: была расширена Западная трибуна, также известная как «Bendit-svingen». На этот раз вместимость была увеличена на 2700 мест, так что общая вместимость стадиона составила около 28 000 мест. Одновременно с увеличением количества сидячих мест были построены стеклянная ложа и 160 новых офисных помещений, а также ещё 1750 квадратных метров коммерческих площадей.
С середины 2000-х годов «Волеренга» всерьёз рассматривала возможность переезда с «Уллевола» и прорабатывала планы по строительству собственного стадиона в районе Валле-Ховин. Одним из обоснований необходимости переезда было то, что «Волеренга», традиционно представляющая восточную часть Осло, играла на стадионе, расположенном в центре западной части города. В январе 2016 года «Волеренга» начала строительство собственного стадиона, получившего название «Интилити Арена». Строительство этого стадиона должно было быть завершено к 1 августа 2017 года. В качестве альтернативы строительству своего стадиона клуб рассматривал возможность возвращения на «Бислетт», по крайней мере на какое-то время. В итоге «Интилити Арена» была открыта 9 и 10 сентября 2017 года, а свой последний матч на «Уллеволе» «Волеренга» провела 14 августа 2017 года против «Тромсё», где была зафиксирована нулевая ничья.
В 2018 году на «Уллеволе» прошёл хоккейный матч с участием Матса Цуккарелло, а также автосалон. В следующем году стадион принял концерт группы «Rammstein», на который пришли 30 000 человек. В 2020—2021 годах были обновлены внутрение помещения стадиона. В 2024 году впервые за 15 лет на «Уллеволе» состоялось дерби Осло между «Люном» (обанкротившимся в 2010 году) и «Волеренгой» в рамках ОБОС-лиги. Матч, за которым наблюдали около 25 тысяч зрителей, завершился со счётом 1:1. В мае 2026 года «Уллевол» примет финал Лиги чемпионов УЕФА среди женщин.

## Современное состояние

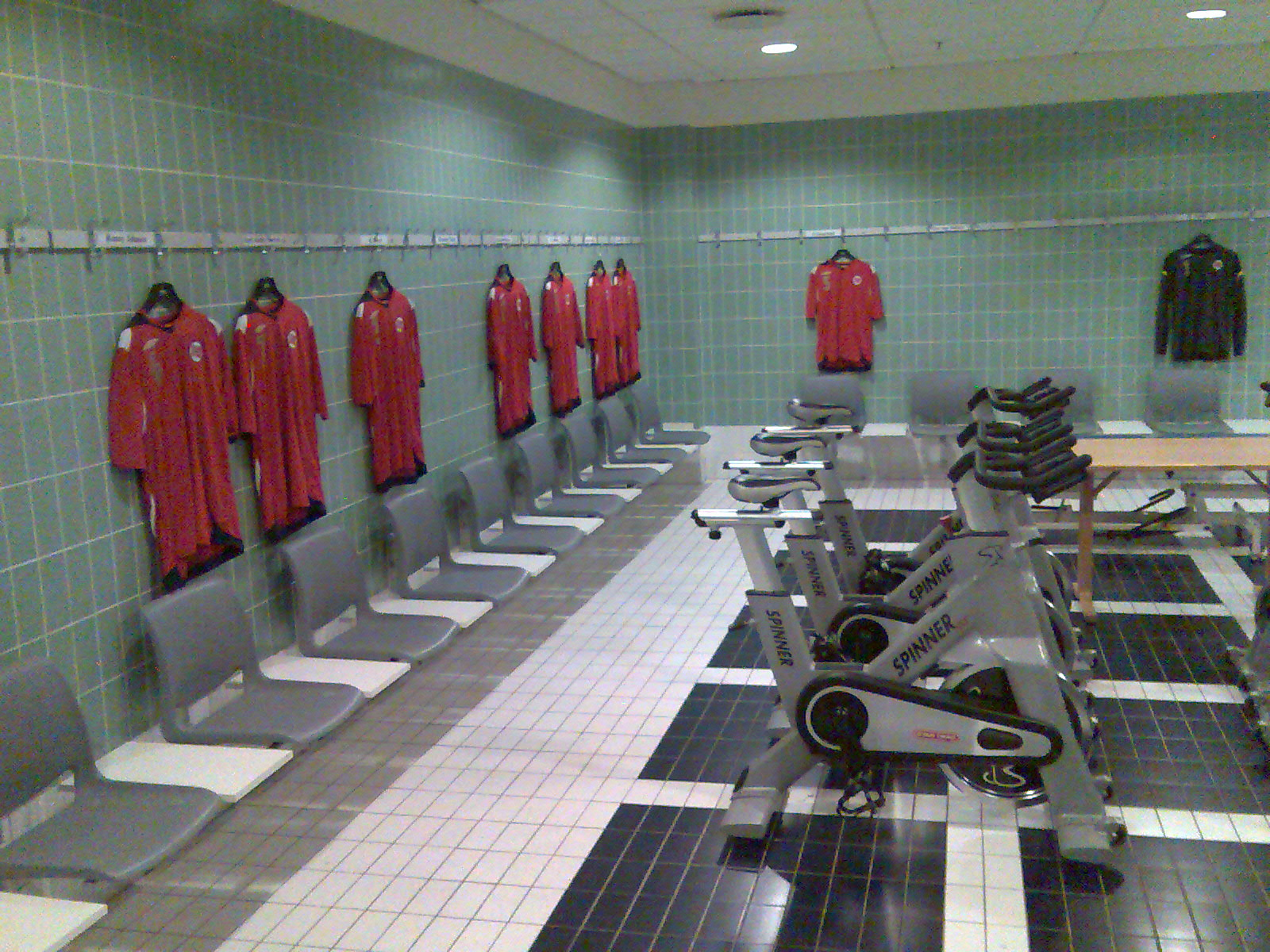
Раздевалка стадиона (2007 год)

Стадион является собственностью акционерного общества «AS Ullevaal Stadion», полностью принадлежащего Норвежской футбольной ассоциации. Эксплуатацией стадиона занимается дочерняя компания «Ullevaal Stadion Idrett AS», в то время как принадлежащая ассоциации компания «Ullevaal Business Class AS» отвечает за эксплуатацию элитных лож, конференц-центра и VIP-услуг. Коммерческие площади на Северной и Восточной трибунах, а также расположенные к северу и востоку от стадиона, принадлежат «Oslo Pensjonskasse», которая приобрела их в 2015 году у «DNB Livsforsikring» за 1,1 миллиарда норвежских крон.
Норвежская футбольная ассоциация, Норвежский олимпийский комитет и многие другие спортивные федерации имеют свои головные офисы в Уллеволе. На стадионе находится Норвежский музей футбола, в котором можно познакомиться с основными моментами истории норвежского футбола; также посетителей музея приглашают на экскурсию по стадиону. К востоку от стадиона находится «Бергбанен», который принадлежит муниципалитету. Арена расположена рядом с главным стадионом и используется для игры в хоккей с мячом, являясь домашним стадионом для «Уллевола». Норвежская футбольная ассоциация владеет 40 000 квадратных метров, а «Vital Forsikring» — 53 000 квадратных метров коммерческой недвижимости в Уллеволе, включая торговый центр и офисные помещения.

### Техническая информация
Согласно данным с сайта стадиона:

#### Общие сведения

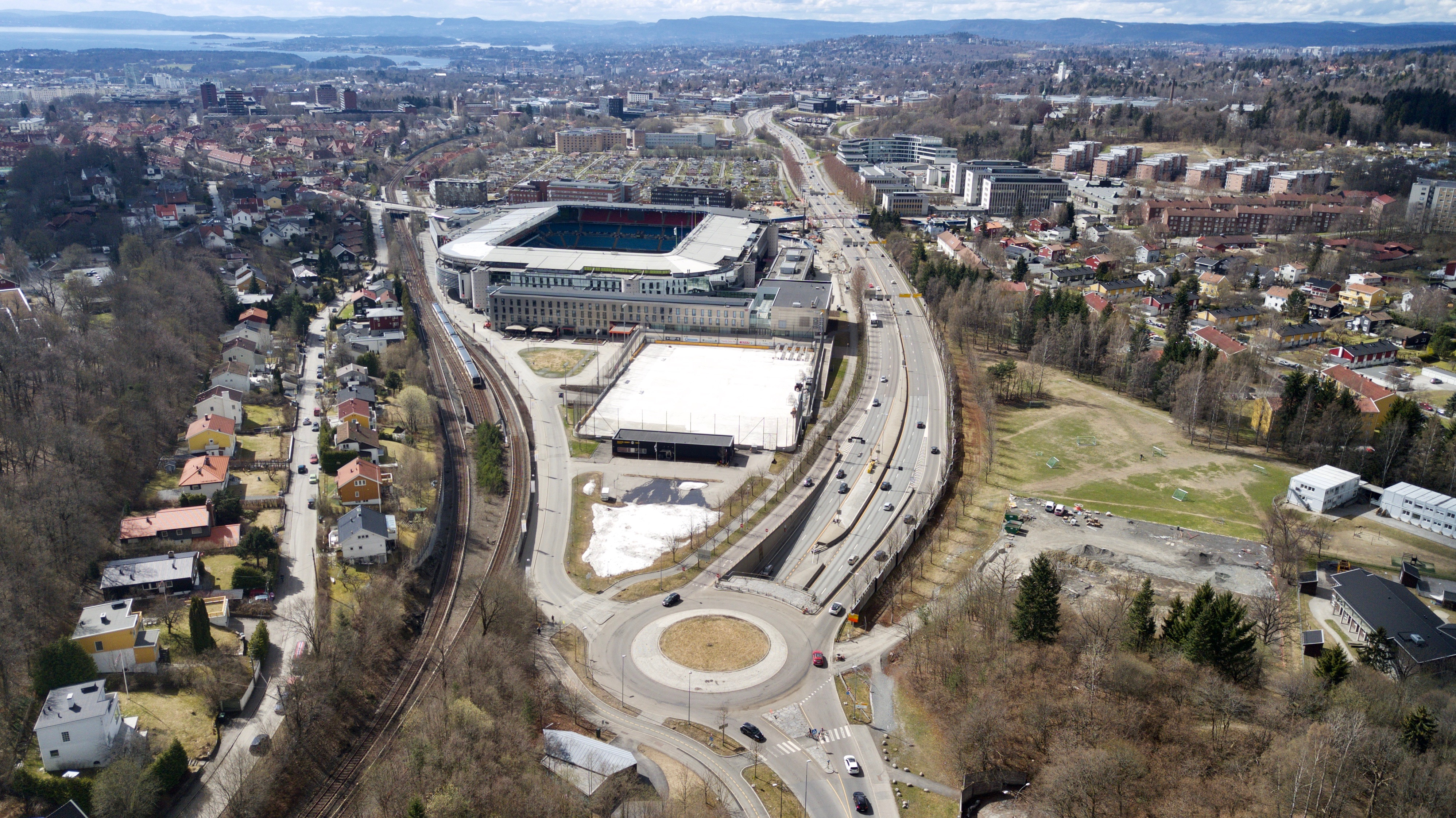
Общий вид на стадион и окружающую его местность в апреле 2018 года

- Вместимость стадиона (зависит от требований телевизионной трансляции и зон безопасности): 27 182 человек
- Общая площадь всей территории стадиона: 65 000 м²
- Общая площадь трибун: 10 000 м²
- Общая площадь травы: 112 × 71 м = 7952 м²
- Площадь футбольного поля: 105 × 68 м = 7140 м²
- Искусственный газон вокруг: 12 × 4 м = 444 м²

#### Газон
Газон, по состоянию на 2018 год, состоит из готового плотного дерна. Он на 30 % состоит из лугового мятлика и на 70 % многолетнего плевела.

#### Система ухода за полем и стадионом
Система ухода за полем состоит из:
- Автоматической системы полива, состоящая из 13 разбрызгивателей, 3 из которых находятся внутри самого поля.
- Подогрева поля с помощью водяного отопления: 32 километров труб лежат на 30 сантиметров ниже уровня поля.

Также есть электрический котёл для отопления стадиона мощностью 2000 киловатт.
При необходимости, за 20 минут над полем может появиться пластиковое покрытие. Оно хранится в водопропускной трубе за воротами перед западной трибуной.

#### Свет, звук и изображение
- Количество прожекторов: 164
- Монтажная высота: 23 метра
- Освещённость: 2000 люкс
- На каждой длинной трибуне установлены две гидравлические световые мачты
- Звуковая система: 450 маленьких и 32 больших динамика
- Суммарная мощность усилителя: 66 000 Вт
- Количество телевизоров на стадионе: чуть более 300, размещённые в гостиной, в VIP-ложах и гардеробе.
- На каждой трибуне установлено по одному большому экрану

#### Телевидение и медиа
Рабочая зона находится на 6-м этаже южной трибуны; также на стадионе есть 196 рабочих мест для журналистов со столами, электричеством и доступом к интернету. Для фотографов есть рабочая комната площадью 100 квадратных метров и собственный выход во внутренний двор на первом этаже. Также на «Уллеволе» есть зал для пресс-конференций со сценой и 96 сидячими местами со столами. Микст-зона для интервью до, в перерыве, и после матча, происходит либо в палатках снаружи, либо в VIP-зоне рядом с раздевалками.
Всего на стадионе пять телестудий, одна из которых находится на открытом воздухе. Также есть отдельная выделенная зона для передвижных телевизионных станций и парковка для прессы.

#### Безопасность
На стадионе есть 46 счётных устройств, которые распределены между 18 входами общего пользования и 5 входами VIP. Эти устройства позволяют знать, сколько людей действительно находится на трибунах по отношению к количеству проданных билетов.
Безопасность стадиона осуществляет полиции полицейского округа Осло. Координация работы на стадионе осуществляется из командного центра, где, помимо полиции, находятся пожарные, Красный крест, владелец стадиона и организаторы мероприятия.
Всего на территории стадиона установлено 60 камер наблюдения, 17 из которых следят за трибунами. Другие охватывают входы на «Уллевол», места массового скопления людей вокруг стадиона и открытые площадки.
Во внешнем здании стадиона находится билетный киоск, имеющий 8 касс.
Также на стадионе есть шесть процедурных кабинетов, распределенных между трибунами, которые находятся в распоряжении Красного креста. На всех матчах присутствует сотрудники Красного Креста вместе с как минимум одним специализированным врачом.

## Транспорт
Стадион расположен рядом со станцией «Уллевол стадион» метрополитена Осло и обслуживается линиями 4 и 5 (линии Согнванн и Кольцевая). Стадион находится примерно в 15 минутах ходьбы от остановки трамвая Осло «John Colletts plass», которая расположена на маршруте Уллевол — Хагеби и обслуживается линиями 17 и 18. Помимо этого, автомобильная дорога Кольцо 3 проходит вдоль западной стороны стадиона и является частью маршрутов автобусов 23 и 28, у которых на этом участке имеются две остановки: у Блиндернской средней школы на юго-западе и у торгового центра на северо-востоке. Маршрут автобуса 25 (Майорстуен — станция Лёренскуг) тоже проходит рядом со стадионом «Уллевол» и имеет две остановки за пределами центрального входа. Автомобильные стоянки есть под стадионом, в Риксхопиталитет, «Domus Athletica» и на территории бывшей Согнской гимназии. Эти парковки находятся в пяти минутах ходьбы от стадиона.